# Весёлка
Весёлка (лат. Phallus) — род грибов-базидиомицетов семейства Весёлковые (Phallaceae). Один из наиболее известных родов группы гастеромицетов.

## Описание
Молодые плодовые тела яйцевидной или шаровидной формы, часто подземные, с белыми тяжами мицелия в основании. Перидий трёхслойный, белый до окрашенного (в основном у тропических видов) под давлением рецептакула разрывается. Рецептакул в виде шляпки на ножке. «Ножка» полая, пористая, иногда морщинистая, «шляпка» от колокольчатой до напёрстковидной, неправильно ребристая, покрыта глебой, в зрелости тёмно-зелёной и неприятно пахнущей.
Индузий имеется у подавляющего большинства плодовых тел, однако у европейских видов обычно малозаметен, прикрыт «шляпкой».
Споровая масса зеленовато-жёлтая. Споры мелкие, эллиптические, с гладкими стенками, почти неокрашенные или зеленоватые. Базидии с 6—8 спорами.

## Ареал и экология
Род с космополитичным ареалом, в тропических регионах разнообразие видов гораздо более широкое, чем в умеренном поясе.
Сапротрофы, произрастающие среди гниющего листового опада и погружённой в почву древесины.

## Таксономия
Впервые название Phallus по отношению к некоторому грибу было использовано в 1562 году Адрианом Юнием. Предположительно, он описывал вид, впоследствии названный Phallus hadriani Vent. В 1729 году Пьер Антонио Микели опубликовал сводку Nova plantarum genera, в которой выделил род Phallus с двумя видами. В 1753 году Карл Линней в Species plantarum дал этим двум видам биноминальные названия — Phallus esculentus и Phallus impudicus. В настоящее время эти два вида отнесены к разным отделам грибов. В 1801 году Кристиан Хендрик Персон в Synopsis methodica fungorum отнёс к роду Phallus виды Phallus impudicus, Phallus cancellatus, Phallus indusiatus, Phallus caninus, Phallus mokusin и Phallus hadriani.
Существует несколько взглядов на систематику рода. Наиболее известна система Крайзеля 1996 года, принимающая род достаточно широко, с большим количеством синонимов.

### Синонимы
- Alboffiella Speg., 1898
- Aporophallus Möller, 1895
- Clautriavia (Pat.) Lloyd, 1909
- Cryptophallus Peck, 1897
- Dictyopeplos Hasselt, 1824
- Dictyophallus Corda, 1842
- Dictyophora Desv., 1809
- Dictyophora sect. Clautriavia Pat., 1898
- Echinophallus Henn., 1898
- Endophallus M.Zang & R.H.Petersen, 1989
- Hymenophallus Nees, 1816
- Itajahya Möller, 1895
- Jaczewskia Mattir., 1913
- Junia Dumort., 1822, nom. illeg.
- Kirchbaumia Schulzer, 1866
- Lejophallus (Fr.) Nees, 1858
- Morellus Eaton, 1818, nom. superfl.
- Omphalophallus Kalchbr., 1884
- Phalloidastrum Battarra, 1755, nom. inval.
- Phallus trib. Hymenophallus (Nees) Fr., 1823
- Phallus trib. Ityphallus Fr., 1823, nom. superfl.
- Phallus trib. Lejophallus Fr., 1823
- Retigerus Raddi, 1829
- Satyrus Bosc, 1811
- Sophronia Pers., 1827, nom. illeg.
- Xylophallus (Schltdl.) E.Fisch., 1933

### Виды
- Phallus amurensis (Jacz.) Pilát, 1958 — Дальний Восток
- Phallus atrovolvatus Kreisel & Calonge, 2005 — Коста-Рика, Индия
- Phallus caliendricus Dring, 1967 — тропическая Азия
- Phallus calongei G.Moreno & Khalid, 2009 — Пакистан

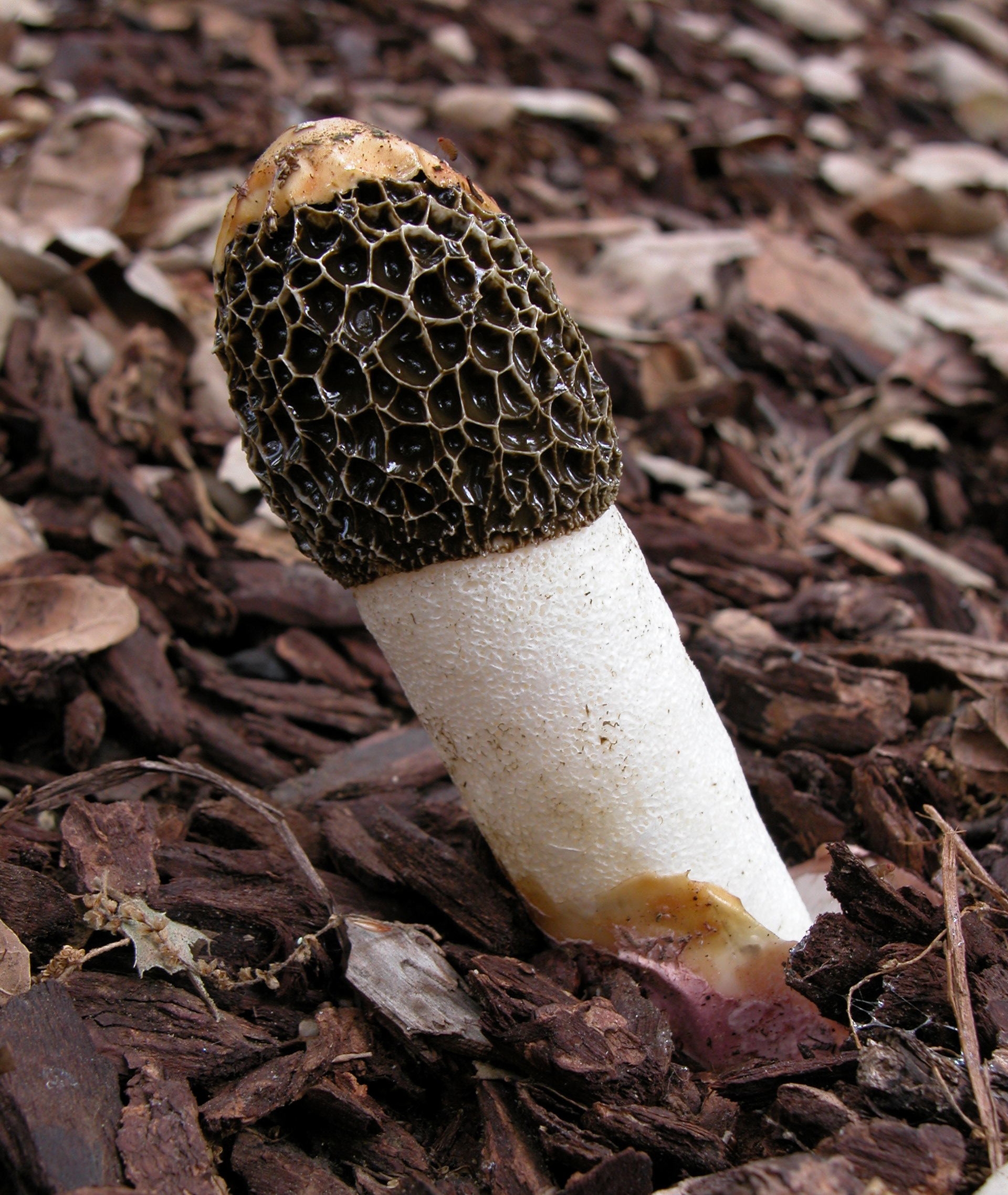
Phallus hadriani

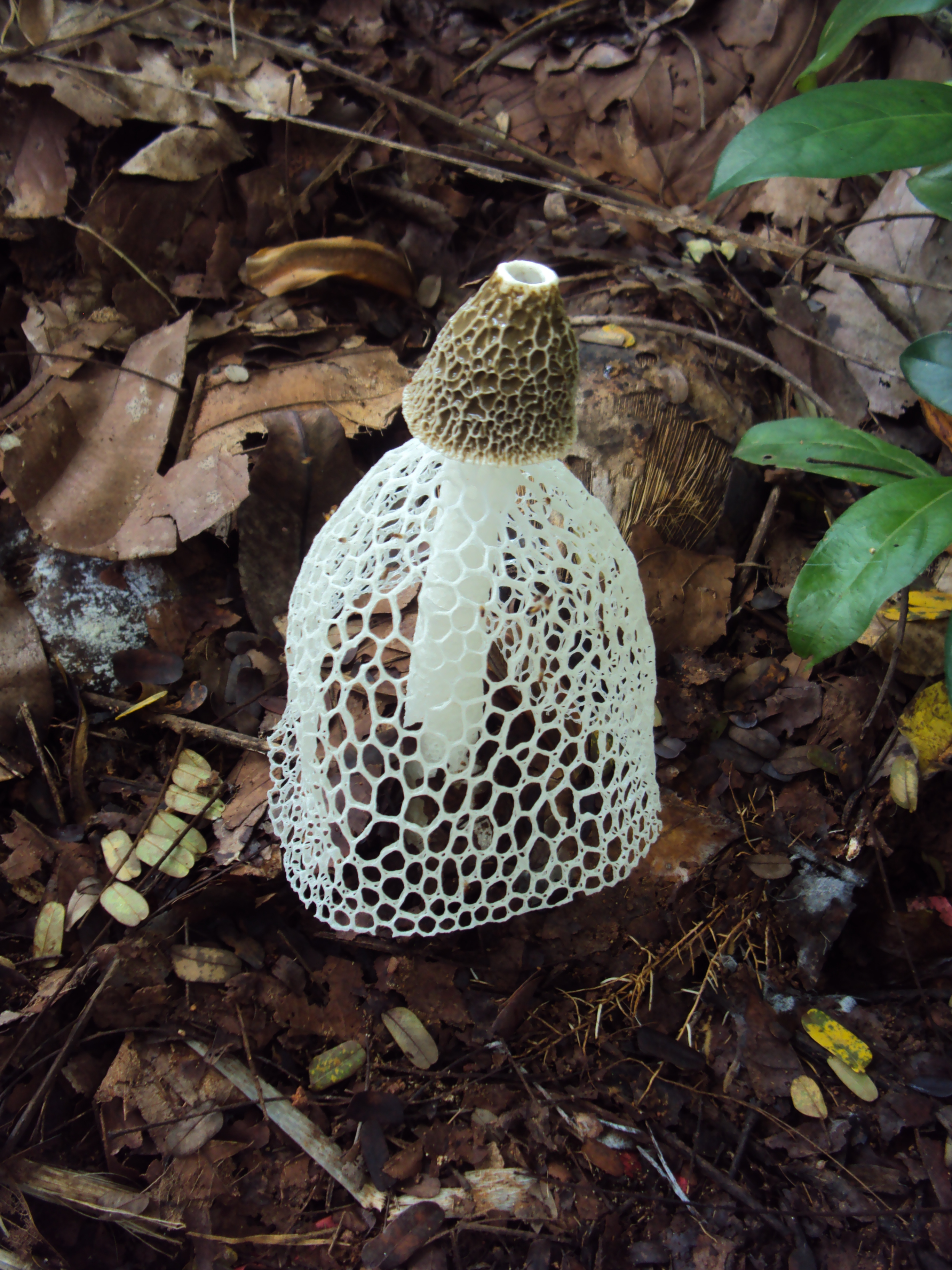
Phallus indusiatus

- Phallus cinnabarinus (W.S.Lee) Kreisel, 1996 — Азия, Австралия, Южная Америка, Океания, Мексика
- Phallus hadriani Vent., 1798 — Весёлка Адриана — умеренные регионы мира
- Phallus drewesii Desjardin & B.A.Perry, 2009 — Сан-Томе и Принсипи, Вьетнам
- Phallus duplicatus Bosc, 1811 — Сетконоска сдвоенная — умеренные регионы Северного полушария
- Phallus echinovolvatus (M.Zang, D.R.Zheng & Z.X.Hu) Kreisel, 1996 — Китай
- Phallus flavidus Kreisel & Hauskn., 2009 — Сейшелы
- Phallus flavocostatus Kreisel, 1996, nom. nov. — Австралия
- Phallus fragrans M.Zang, 1985 — Китай
- Phallus formosanus Kobayasi, 1938 — Тайвань
- Phallus galericulatus (Möller) Kreisel, 1996 — тропические регионы мира
- Phallus glutinolens (Möller) Kuntze, 1898 — Бразилия
- Phallus impudicus L., 1753 — Весёлка обыкновенная — умеренные и тропические регионы мира
- Phallus indusiatus Vent., 1798 — Бамбуковый гриб — тропическая Азия, Мадагаскар, Новая Зеландия, Южная Америка
- Phallus lauterbachii (Henn.) Kreisel, 1996 — тропическая Азия
- Phallus luteus (Liou & L.Hwang) T.Kasuya, 2009
- Phallus macrosporus B.Liu, Z.Y.Li & Du, 1980 — Китай
- Phallus maderensis Calonge, 2008 — Мадейра
- Phallus megacephalus M.Zang, 1995 — Китай
- Phallus merulinus (Berk.) Cooke, 1882 — Австралия, Индия
- Phallus minusculus Kreisel & [Calonge, 2002 — Танзания
- Phallus multicolor (Berk. & Broome) Cooke, 1882 — тропическая Азия
- Phallus nanchangensis Z.Z.He, 1989 — Китай
- Phallus pygmaeus Baseia, 2003 — Бразилия
- Phallus ravenelii Berk. & M.A.Curtis, 1882 — Северная Америка
- Phallus roseus Delile, 1813 — Африка, Бразилия
- Phallus rubicundus (Bosc) Fr., 1823 — тропические регионы мира
- Phallus rubrovolvatus (M.Zang, D.G.Ji & X.X.Liu) Kreisel, 1996 — Китай
- Phallus rugulosus Lloyd, 1908 — Япония
- Phallus taipeiensis B.Liu & Y.S.Bau, 1986, nom. nov. — Тайвань
- Phallus tenuis (E.Fisch.) Kuntze, 1898 — Шри-Ланка, Китай, Ява
- Phallus tenuissimus T.H.Li, W.Q.Deng & B.Liu, 2005 — тропическая Азия
- Phallus xylogenus Mont., 1852 — Гайана
- Phallus yunnanensis (M.Zang & R.H.Petersen) Kreisel, 1996